# Sant'Alfio
Sant'Alfio es una localidad italiana de la provincia de Catania , región de Sicilia, con 1.697 habitantes.

Ubicación de la ciudad de Sant'Alfio dentro de la provincia de Catania.

## Evolución demográfica
| Gráfica de evolución demográfica de Sant'Alfio entre 1861 y 2001 |
|                                                                  |
| Fuente ISTAT - elaboración gráfica de Wikipedia                  |